# Thalion
Thalion est un groupe brésilien de power metal originaire de São Paulo, dans l'État de São Paulo. Formé en 2001, le groupe publie l'album à succès Another Sun grâce auquel il est élu « révélation de l'année » au Brésil et au Japon. Le groupe deviendra inactif peu de temps après.

## Biographie
Thalion est formé en 2001 par le guitariste Rodrigo Vinhas à São Paulo, dans l'État de São Paulo. Il est très vite rejoint par David Shalom (basse), puis Fabio Russo (guitare), Alexandra Liambos (chant), et Giancarlo Scairato (batterie). De là, le groupe commence à travailler sur les chansons d'un tout premier album, un travail conceptuel développé à partir d'une histoire créée par le guitariste Rodrigo Vineyards, où chaque chanson est le chapitre d'une histoire.
Ce n'est qu'à partir de 2004 que le groupe publie son seul et unique album intitulé Another Sun, au label Hellion Records. L'album est un succès international. Le groupe est élu « révélation de l'année » en 2004 au Brésil et au Japon. Le groupe joue un concert en soutien à l'album au Ballroom de Rio de Janeiro le 20 août 2004 aux côtés notamment de Hugo Mariutti de Shaman, Fabio Laguna d'Angra, et Renato Tribuzy, ancien membre de Thoten. Alexandra Liambos quittera le groupe en août 2004. Au début de 2005, le groupe est nommé aux Claro Awards dans la catégorie de « meilleur album de heavy metal en 2004 ». Le groupe deviendra inactif après la sortie de leur album.

## Membres

### Derniers membres
- Rodrigo Vinhas - guitare
- Fabio Russo - guitare
- David Shalom - basse
- Giancarlo Scairato - batterie

### Ancien membre
- Alexandra Liambos - chant

## Discographie
- 2004 : Another Sun